# 14025 Fallada
14025 Fallada (1994 RR11) là một tiểu hành tinh vành đai chính được phát hiện ngày 2 tháng 9 năm 1994 bởi F. Borngen ở Tautenburg.